# Гори Вільгельміна
Гори Вільгельміна (нід. Wilhelminagebergte) — гірський хребет в центральній частині Суринаму. Простягається на 113 км у напрямку схід-захід. Хребет знаходиться в окрузі Сипалівіні.
Найвища точка — гора Юліана, який має висоту 1280 м.
Гори названі на честь нідерландської королеви Вільгельміни. Є частиною системи Тумук-Умак Гвіанського нагір'я.